# Kazuhisa Kono
Kazuhisa Kono (河野 和久, Kono Kazuhisa, Hiroshima, 30 december 1950) is een Japans voormalig voetballer die als verdediger speelde.

## Clubcarrière
In 1966 ging Kono naar de Sanyo High School, waar hij in het schoolteam voetbalde. Nadat hij in 1969 afstudeerde, ging Kono spelen voor Hitachi. Met deze club werd hij in 1972 kampioen van Japan. Kono veroverde er in 1972 en 1975 de Beker van de keizer en in 1976 de JSL Cup. In 12 jaar speelde hij er 113 competitiewedstrijden. Kono beëindigde zijn spelersloopbaan in 1980.

## Japans voetbalelftal
Kazuhisa Kono debuteerde in 1974 in het Japans nationaal elftal en speelde 1 interland.

## Statistieken
| Japans voetbalelftal | Japans voetbalelftal | Japans voetbalelftal |
| Jaar                 | Wed.                 | Dlp.                 |
| -------------------- | -------------------- | -------------------- |
| 1974                 | 1                    | 0                    |
| Totaal               | 1                    | 0                    |